# Кистехвост кавказский
Кистехвост кавказский (лат. Orgyia ochrolimbata) — вид бабочек из подсемейства волнянок (Lymantriinae).

## Описание
Размах крыльев 28—32 мм. Голова, грудь, брюшко покрыты длинными и густыми шоколадно-коричневыми волосками. Ноги покрыты короткими тёмными прилегающими желтовато-коричневыми волосками. Передние крылья округлой формы. Верхняя сторона переднего крыла шоколадно-коричневая. В центральном поле у заднего края слабо имеется размытая оранжеватая область, на фоне которой выделяется темное дискальное пятно. Самцы, обитающие в Грузии и в восточном Приэльбрусье, имеют ярко выраженную желтую полосу на крыльях, в то время, как самцы с Западного Кавказа - практически однотонные и гораздо темнее. Бахромка крыльев желтовато-оранжевого цвета. На нижней стороне крылья несколько светлее. Бахромка крыльев снизу коричневато-оранжевая. Выражен половой диморфизм. Самки бескрылые, с рудиментарными усиками, глазами и слаборазвитыми ногами.

## Ареал
Эндемик Кавказа. Вид обитает в Грузии (Боржоми, Бакуриани) и Армении. На территории России обитает в Краснодарском крае.

## Биология
Развивается в одном поколении за год. Время лёта бабочек в первой-второй декадах августа. Биология вида практически не изучена. Самцы активны в поисках самок — утром (8.30—10.00) и вечером (16.00—17.30). Встречаются у верхней границы леса, вдоль зарослей черники кавказской (Vaccinium arctostaphylos), на субальпийских лугах с участием черники (V. myrtillus). Полёт самцов стремительный и ломаный. Полифаг, в Закавказье в качестве кормовых растений гусениц указаны хвойные. .